# Фахардо, Эдуардо
Эдуардо Мартинес Фахардо исп. Eduardo Martínez Fajardo (14 августа 1924, Маис, Понтеведра, Испания — 4 июля 2019, Мехико, Мексика) — испанский и мексиканский актёр, внёсший огромный вклад в историю мексиканского кинематографа — 171 роль в кино и телесериалах.

## Биография
Родился 14 августа 1924 года в Маисе. Родители Эдуардо работали вместе, и их часто направляли в командировки, поэтому будущий актёр переезжал из одного города в другой. 22 августа 1924 года, через 8 дней после рождения, Фахардо переехал вместе с родителями в Ла-Риохо, а затем в Аро, где прошло его детство. В подростковые годы вместе с семьёй обосновался в Сантандере, где учился в средней школе. Позже актёр признавался, что постоянные переезды ему очень быстро надоели.
В испанском кинематографе дебютировал в 1942 году. Всего у актёра 171 роль в кино и телесериалах. Также он озвучивал и зарубежных актёров (в том числе довольно известных). 
В 1953 году Фахардо подписал контракт с мексиканской киностудией и переехал в Мексику. В 1973 году вернулся в Испанию, где начал очень плодотворно работать: снимался в среднем в пятнадцати фильмах в год. Большую часть этих картин составляли вестерны, в которых Фахардо обычно играл злодеев. 
Жил преимущественно в Испании, но в последние годы жизни вернулся в Мексику. Скончался 4 июля 2019 года в Мехико.

## Личная жизнь
Эдуардо Фахардо был женат трижды.
- Первая жена — Маргарита Родригес Сапата.
  - сын Эдуардо Мартинес Родригес
- Вторая жена — Кармелита Гонсалес, мексиканская актриса. 
  - дочь Палома
  - сын Хосе Антонио
- Третья жена — Мария де Лурдес Стеффан Эсперон. Супруги прожили вместе до самой смерти Фахардо в 2019 году.
  - дочь Альма Роса
  - дочь Дульсе
  - сын Душко
  - дочь Лусеро

## Фильмография

### Телесериалы
| Год | Название телесериала | Роль |  |  |  |
|     |                      |      |  |  |  |

### Фильмы
| Год | Название фильма | Роль |  |  |  |
|     |                 |      |  |  |  |

## Дубляж[4]
Зарубежные актёры, говорившие голосом Эдуардо Фахардо:
- Джон Уэйн
- Орсон Уэллс
- Кларк Гейбл

## Признания и награды
За свою карьеру он получил более пятидесяти наград, включая признание городского совета Аро и города Мейса. В Альмерии, благодаря тому, что он там проживал, он был награжден «Медалью культуры провинции» и наградой «Страна кино Альмерии», а также в 2012 году ему была присвоена звезда «Западного музея Альмерии». Он был первым, кто был удостоен чести на Пасео-де-лас-Эстреллас-де-Альмерия, рядом с Театром Сервантеса, где он открыл его своей именной звездой.